# Otto Kreß von Kressenstein

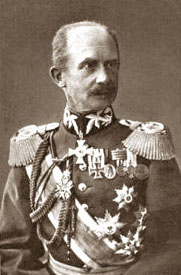
Otto Kreß von Kressenstein (1912)

Paul Otto Felix Freiherr Kreß von Kressenstein (13 de septiembre de 1850 - 19 de febrero de 1929) fue un Coronel General bávaro y Ministro de Guerra desde el 16 de febrero de 1912 al 7 de diciembre de 1916.

## Biografía
Kreß von Kressenstein nació en Germersheim. Después de unirse al cuerpo de cadetes bávaro sirvió como oficial en el 2.º Regimiento Real Bávaro Chevaulegers "Taxis". Con el rango de Teniente sirvió en la Guerra franco-prusiana. Durante los años de 1874 a 1877 visitó la Kriegsakademie (academia de guerra) en Múnich. Con el rango de capitán fue transferido al Comandamiento General del II Cuerpo Real Bávaro. En 1888 se convirtió en Rittmeister, en 1891 Mayor, y fue transferido al 1.º Regimiento Real Baváro de Caballería Pesada "Príncipe Carlos de Baviera" en 1893, donde pasó a ser teniente coronel en 1896. Al año siguiente pasó a ser comandante del 6.º Regimiento Real Bávaro Chevaulegers "Príncipe Alberto de Prusia", en 1898 coronel, y en 1901 Mayor General. En 1902 cogió el mando de la 4.ª Brigada Real Bávara de Caballería. Con el rango de Teniente General cogió el puesto de inspector de las tropas de caballería en 1904. Después cogió el cargo de ministro de guerra en 1912, pasando a ser Coronel General el 1 de agosto de 1914. Kreß von Kressenstein fue el representante bávaro en el Imperio alemán. Dimitió en 1916 y murió en Múnich. Uno de sus hijos fue el posterior general Franz Otto Freiherr Kreß von Kressenstein.